# Petelia
Petelia är ett släkte av fjärilar. Petelia ingår i familjen mätare.

## Dottertaxa tillPetelia, i alfabetisk ordning[1]
- Petelia aesyla
- Petelia albifrontaria
- Petelia albopunctata
- Petelia anagogaria
- Petelia binigrata
- Petelia capitata
- Petelia cariblanca
- Petelia chacoraca
- Petelia chandubija
- Petelia circularia
- Petelia delostigma
- Petelia distracta
- Petelia erythroides
- Petelia fasciata
- Petelia fumida
- Petelia furva
- Petelia immaculata
- Petelia larentiata
- Petelia medardaria
- Petelia metaspila
- Petelia nigriplaga
- Petelia nigrivestita
- Petelia olivata
- Petelia pallidula
- Petelia paobia
- Petelia paroobathra
- Petelia purpurea
- Petelia riobearia
- Petelia rivulosa
- Petelia rubiginata
- Petelia strigulataria
- Petelia subaurata
- Petelia theclaria
- Petelia theclavia
- Petelia trifascia
- Petelia tuhana
- Petelia umbrosa
- Petelia vexillaria
- Petelia vinasaria